# Étienne Jeaurat
Étienne Jeaurat (Parigi, 9 febbraio 1699 – Versailles, 14 dicembre 1789) è stato un pittore e incisore francese.

## Biografia
Étienne Jeaurat fu allievo di Nicolas Vleughels che lo condusse a Roma nel 1724. Al ritorno a Parigi nel 1733, fu accettato come membro dell'Accademia di belle arti, nel 1743 ricevette l'incarico di professore, dal 1765  divenne rettore e  dal 1781 cancelliere. Inoltre fu custode della pinacoteca di Versailles.
Inizialmente realizzò opere ispirandosi alla mitologia, ma in seguito si rivolse principalmente a scene contemporanee descrivendo il paesaggio urbano parigino del XVIII secolo. Le sue nature morte ricordano in parte Jean Siméon Chardin. Ha realizzato grandi dipinti storici, religiosi e alcuni ritratti. Le opere di Jeaurat sono conservate in molti musei francesi, così come a Oxford, Mosca, San Pietroburgo e Dublino. 

## Opere
- Aristote et Campaspe, Musée des beaux-arts (Digione)
- Bain de femmes, Musée des beaux-arts de Bordeaux
- Étienne Aubry, 1771
- Jeu de paume dans une prairie, Musée des Ursulines de Mâcon
- Jeune dessinateur, Museo del Louvre
- La Conduite des filles de joie à la Salpêtrière, 1745, Musée Carnavalet
- Le poète Piron à table avec ses amis Vadé et Collé, Museo del Louvre